# Sbratření (Česká Třebová)
Sbratření je název sousoší od Karla Pokorného, umístěného na Pernerově náměstí před nádražím v České Třebové. Sousoší připomíná osvobození Československa Rudou armádou. Sousoší bylo velmi volně inspirováno fotografií Karla Ludwiga První setkání, pořízenou během Pražského povstání v květnu 1945. Karel Pokorný pracoval na sousoší mezi lety 1947 a 1950, sousoší pak bylo umístěno na českotřebovské hlavní náměstí v roce 1951. Od roku 1958 je sousoší památkově chráněno. V roce 1996 byl pomník přemístěn na Pernerovo náměstí (tehdy Bezručovo náměstí) před českotřebovským nádražím. V souvislosti s rekonstrukcí tohoto náměstí v roce 2009 bylo sousoší znovu přemístěno, tentokrát pouze o několik metrů tak, aby nepřekáželo výstavbě dopravního terminálu.

## Kopie
Motiv sousoší byl použit v roce 1952 na poštovní známce, v roce 1953 pak na československé padesátikoruně v souvislosti s měnovou reformou. Kopie sousoší je umístěna ve Vrchlického sadech v Praze.
Další kopie byla umístěna v roce 1985 na Krymu, v zotavovně Družba, která byla 
společným podnikem sovětských 
a československých odborů.